# Arthur Kennedy
Arthur Kennedy, född 17 februari 1914 i Worcester, Massachusetts, död 5 januari 1990 i Branford, Connecticut, var en amerikansk skådespelare.
Scendebut 1934. Han var redan en etablerad scenaktör när han "upptäcktes" av James Cagney.
Filmdebut 1940 i Mannen med järnnävarna, där han spelade rollen som Cagneys underbarn till bror, för vilken denne offrar allt.
Han byggde upp ett rykte om sig som en skicklig och mångsidig karaktärsskådespelare såväl på scen som i film. Han vann en Tony 1949 för sin roll som Biff i originaluppsättningen av Arthur Millers En handelsresandes död.

## Filmografi i urval
- 1940 – Mannen med järnnävarna
- 1940 – Vägen till Santa Fé
- 1942 – De dog med stövlarna på
- 1946 – Hängivelse
- 1949 – Champion
- 1949 – Fönstret
- 1950 – Glasmenageriet
- 1952 – Landet bortom bergen
- 1955 – Mannen från Laramie
- 1957 – Lek i mörker
- 1959 – Sista sommarlovet
- 1960 – Elmer Gantry
- 1961 – 4.50 från Paddington
- 1962 – Barabbas
- 1962 – Lawrence av Arabien
- 1964 – Indianerna
- 1976 – Ondskans redskap
- 1979 – Robotkriget